# Biserica Buna Vestire din Topârcea

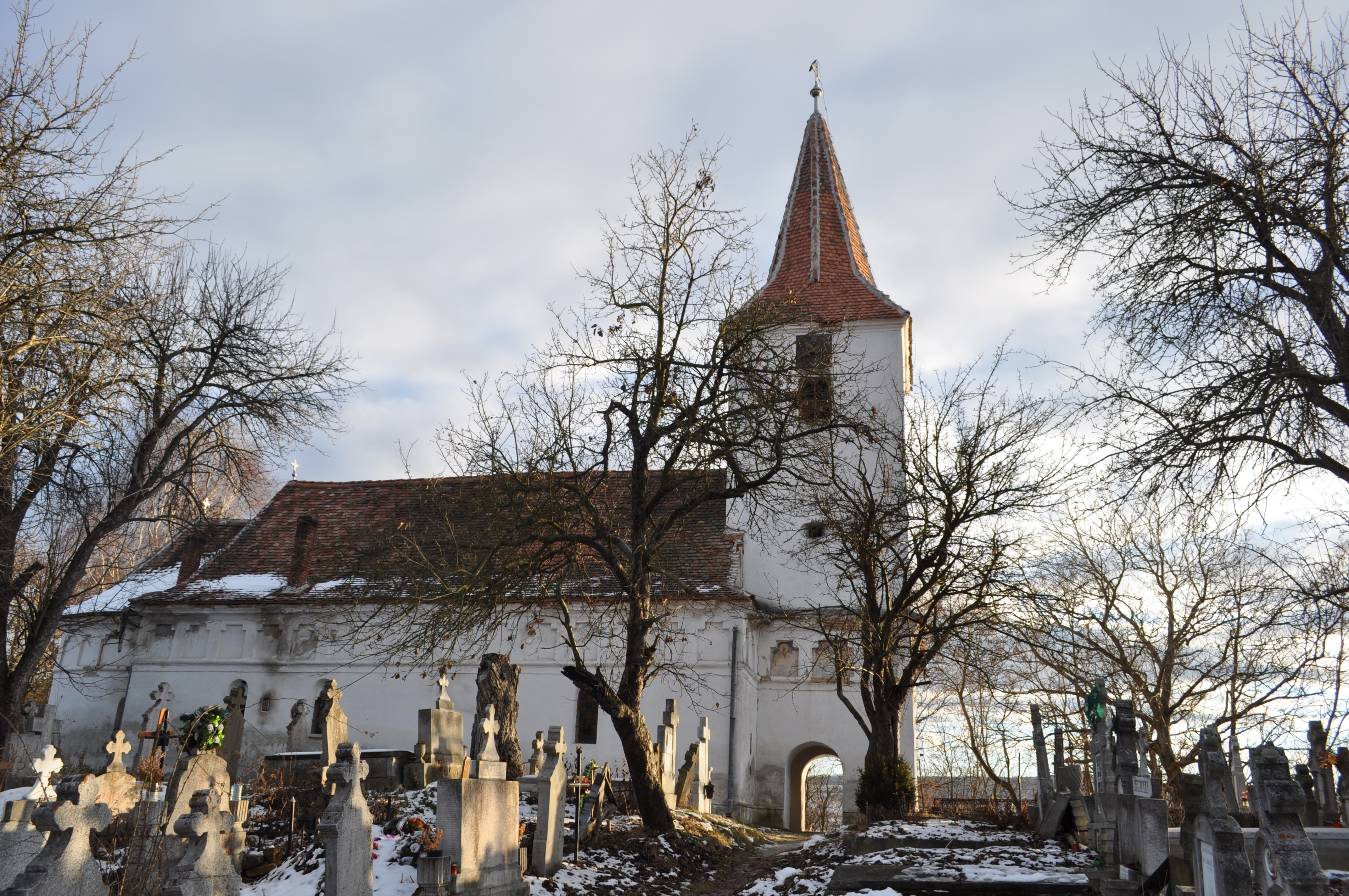
Biserica „Buna Vestire” din Topârcea, județul Sibiu, foto: ianuarie 2012.

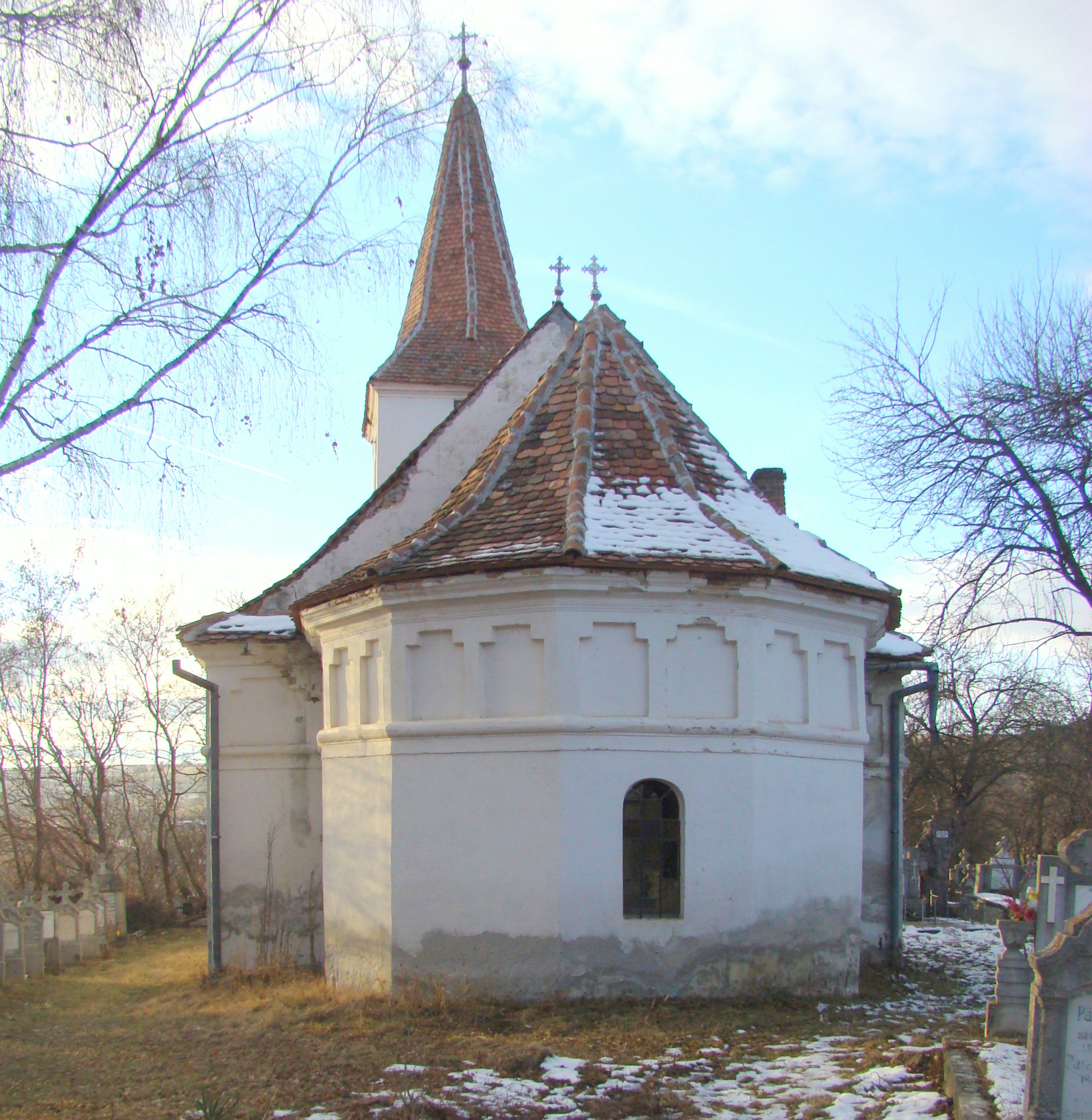
Biserica „Buna Vestire” din Topârcea, județul Sibiu, foto: ianuarie 2012.

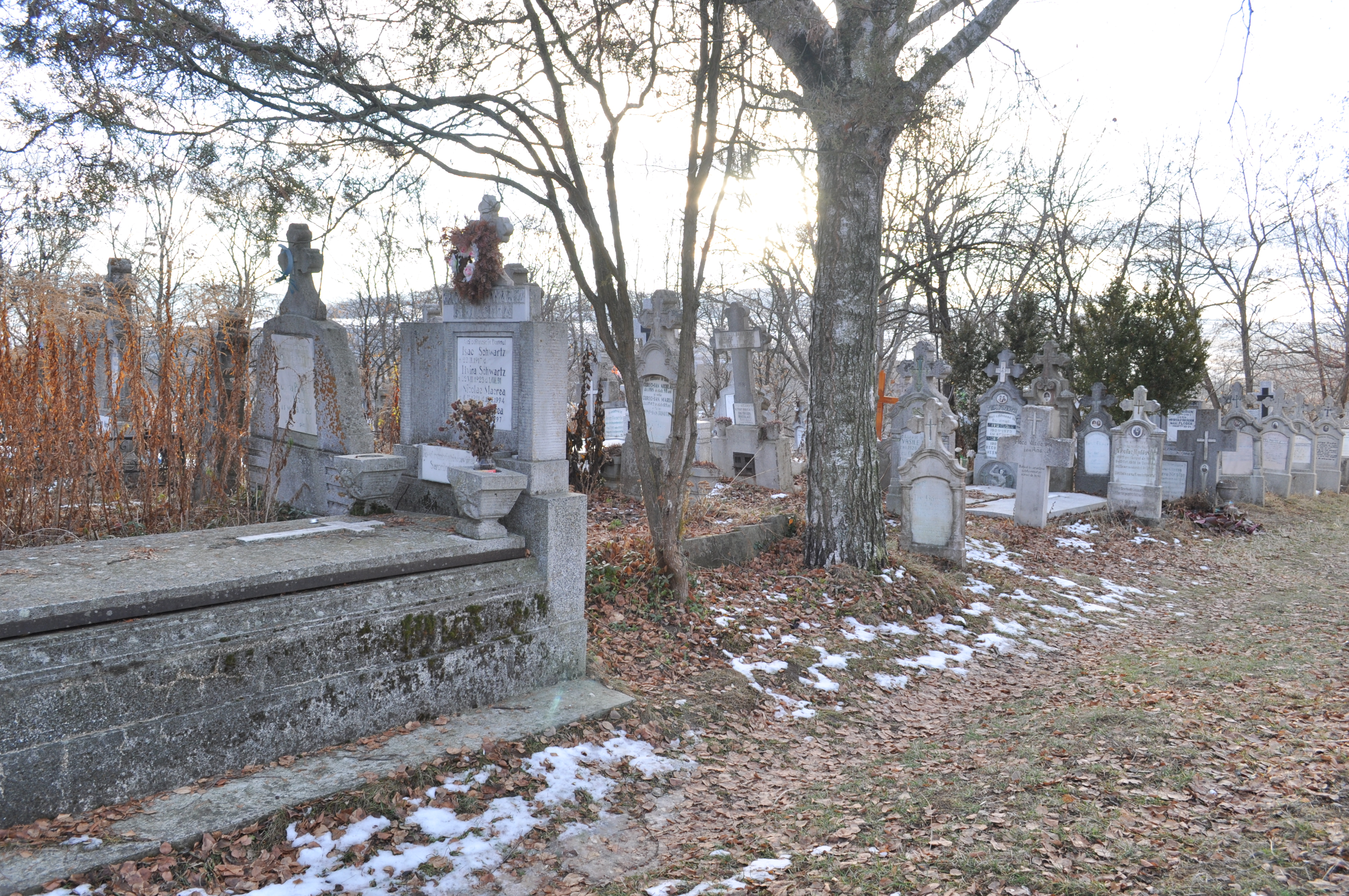
Cimitirul

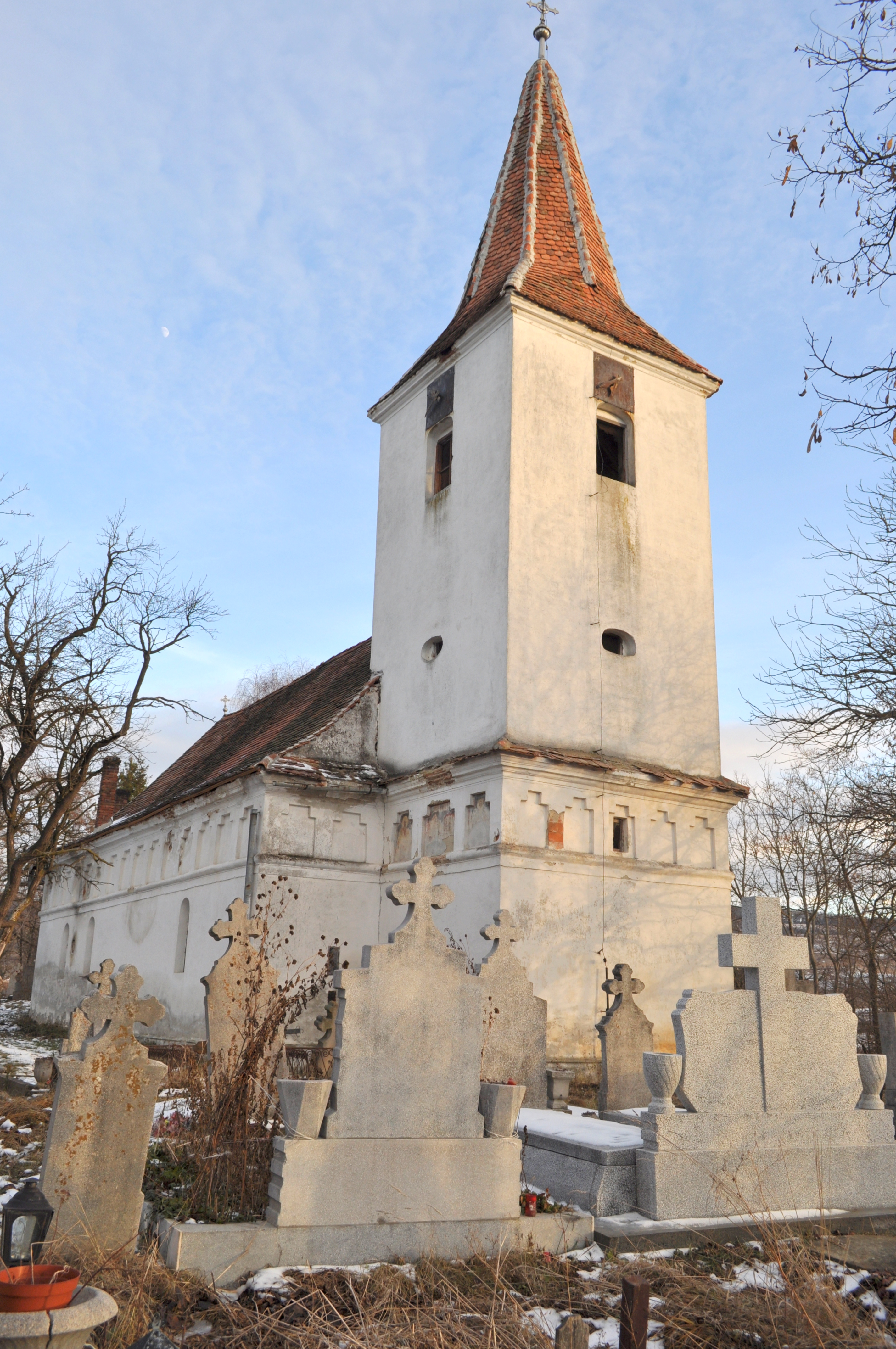
Biserica (nord-vest)

Biserica „Buna Vestire” din Topârcea, județul Sibiu, a fost construită în anul 1762. Lăcașul de cult figurează pe lista monumentelor istorice 2010, cod LMI SB-II-m-B-12573.

## Istoric și trăsături
Biserica „Buna Vestire" a fost construită în jurul anului 1762, în satul Topârcea, la 10 km vest de orașul Ocna Sibiului. Impresionează prin dimensiunile sale: 26 metri lungime, aproape 10 metri lățime și un turn înalt de 23 metri. Data exactă a construirii edificiului nu este cunoscută, este vehiculată perioada 1600-1700.  Acest monument a suferit mai multe reparații, din care unele scrise pe turnul bisericii și anume anii 1843, 1902, 1926. Se crede că înainte de a se construi această biserică, ar fi existat o alta de lemn.
Turnul ar fi fost construit ulterior bisericii, iar de ajutor în acest sens este o pisanie din turn: acolo se află urmele unui mic paraclis cu un altar pictat în frescă și o inscripție pe care scrie cu litere chirilice următoarele: «Cu ajutoriu Sf. Troiți am izvodit acest paraclisariu de părintele popa Adam Lupea împreună cu preoteasa sa Maria și cu blagoslovenia a Măriei Sale Domnului Nicolae Botoviciu și cine va sluji va fi dator a pomeni pe eresul Adam și pe erița Maria. Petru Zugravu Topârcea. Nicolae Zugravu Luduș. 1785
Biserica are un plan dreptunghiular, cu un cor poligonal și un turn în partea vestică, ambele decroșate față de navă.
Biserica a fost pictată între anii 1785-1789, de zugravii Petre din Topârcea și Nicolae din Luduș. Pictura reprezintă stilul ortodox autentic; s-a păstrat cea originală pe trei cupole interioare. Dintre bunurile importante ale bisericii pot fi amintite: 12 icoane pictate în ulei pe lemn, 3 cruci cu Mântuitorul răstignit, epitaful cu punerea în mormânt datând de la 1849, câteva cărți cu litere bătrânești tipărite cu peste o sută de ani în urmă și epitaful din paraclis. De o excepțională valoare documentară sunt circularele bisericești și școlare ale Mitropolitului Andrei Șaguna, precum și un registru cu manuscrise chirilice pe anii 1829-1851.
Iconostasul construit din zid este de dată mult mai recentă și are o greutate de circa opt tone, fiind construit direct pe pardoseala de scândură, fără fundament, având o constituție șubredă.
În privarul de la baza turnului se află o pictură originală în frescă reprezentând „Scoaterea lui Adam din Iad cu tot neamul lui”. Starea de conservarea lucrării e nesperat de bună, dar, din păcate, o crăpătură ce străbate fresca a fost grosolan acoperită cu ciment. Turnul bisericii rezervă și alte surprize celor care au norocul să urce în el: la cel de-al doilea nivel se află picturi în frescă, un mic altar și o inscripție cu litere chirilice, precum și mecanismul ceasului adus de la Viena, în 1910, de Vasile Greavu, fiu al satului.

## Imagini din exterior

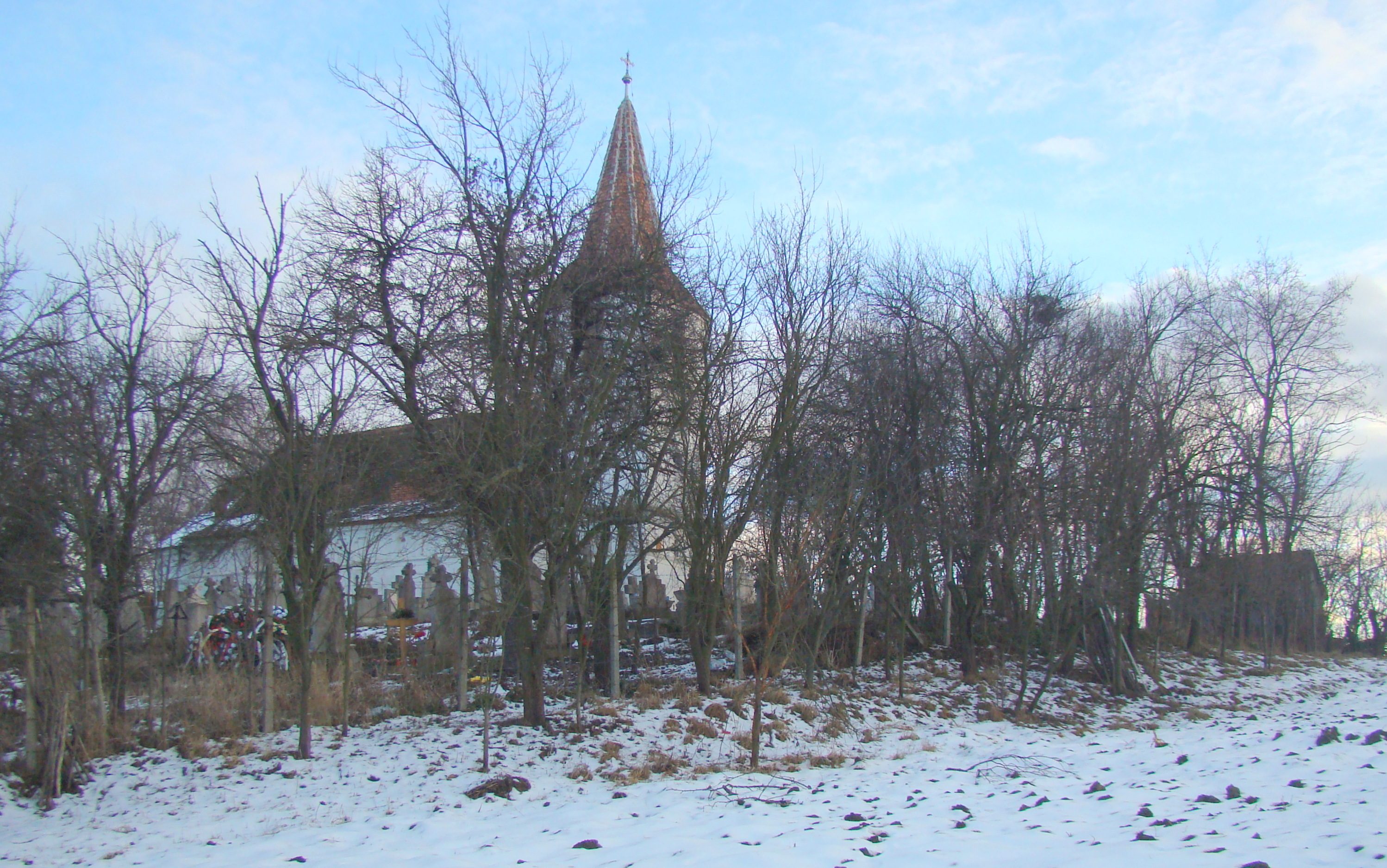
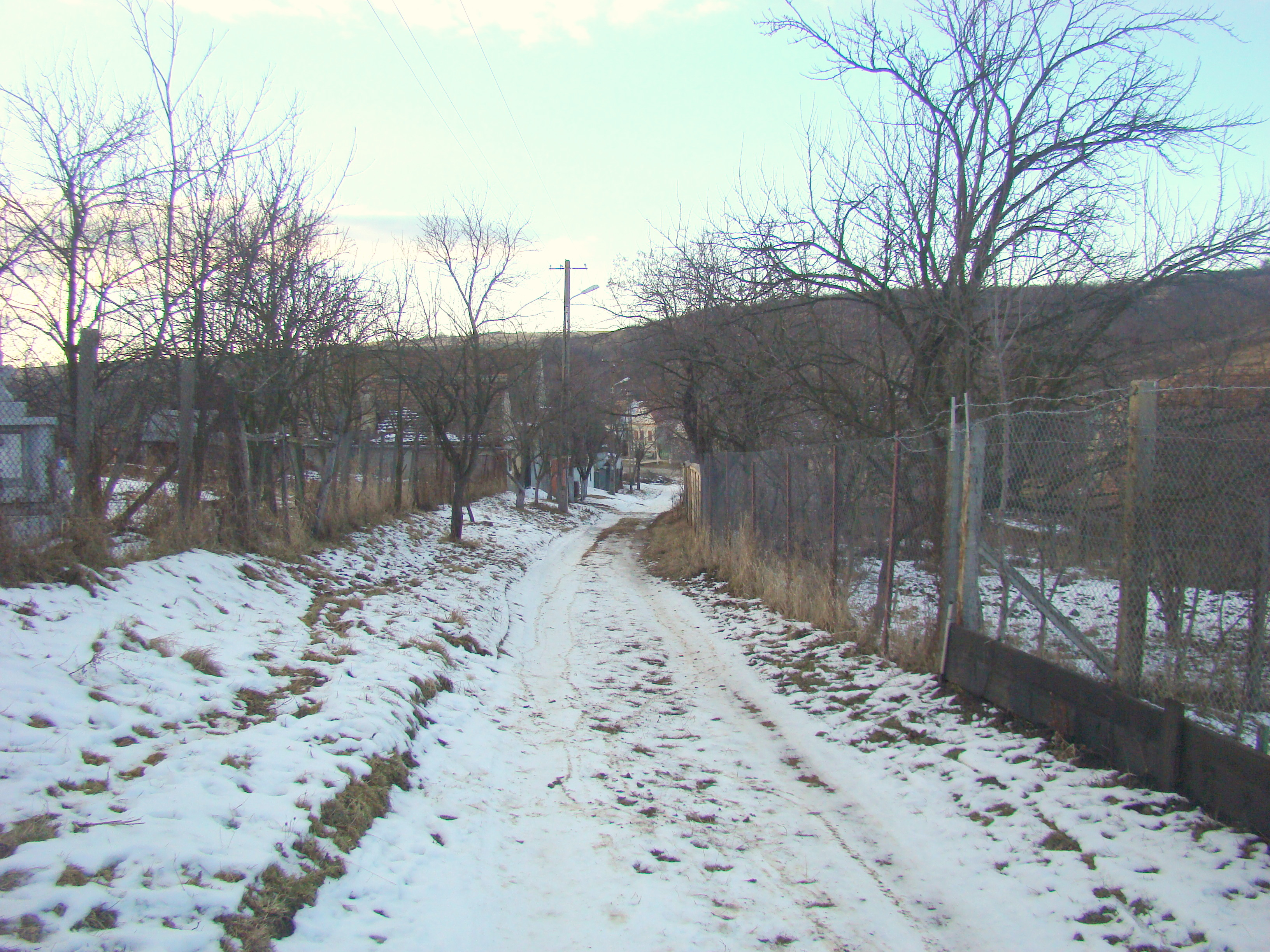
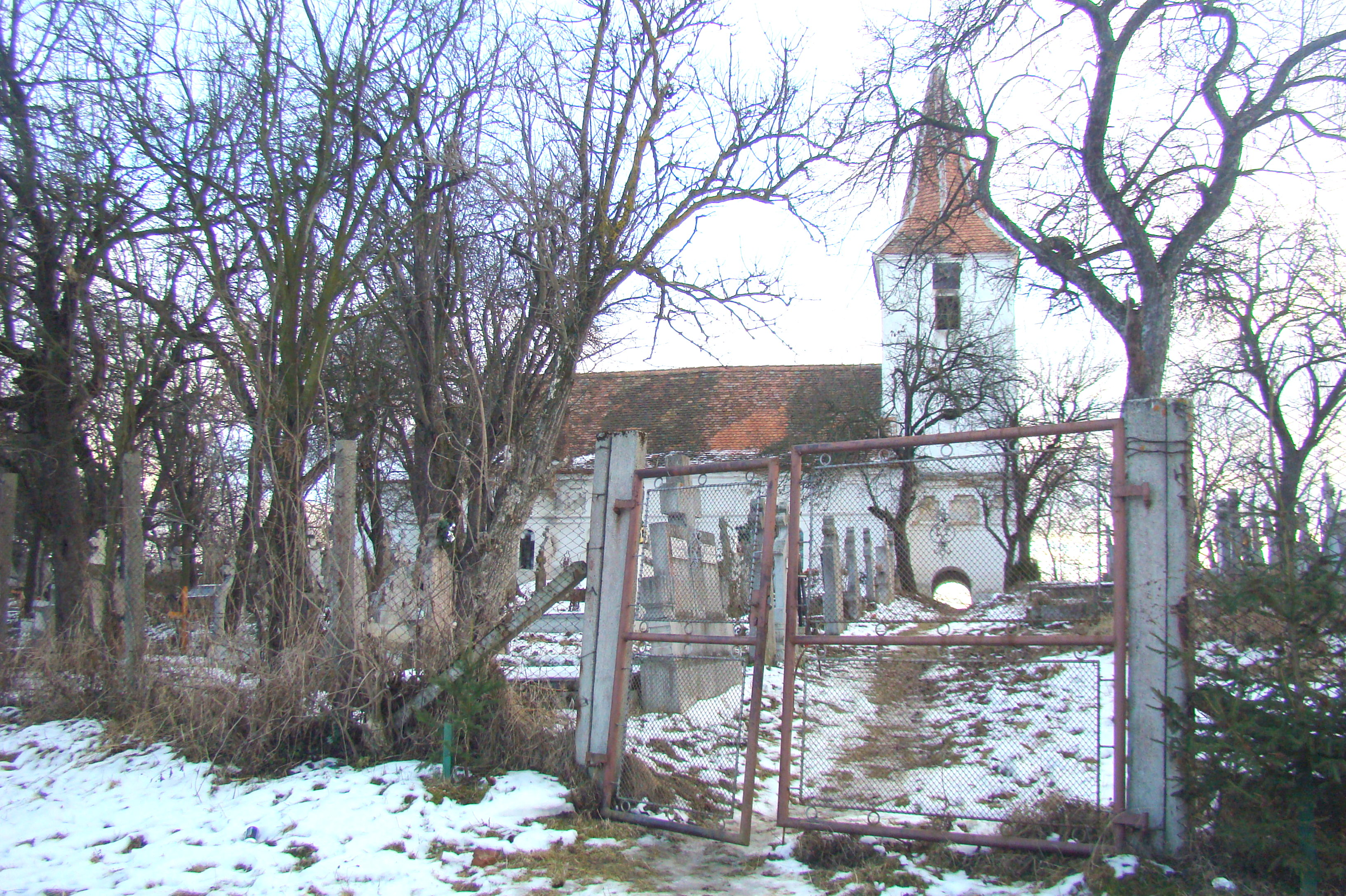
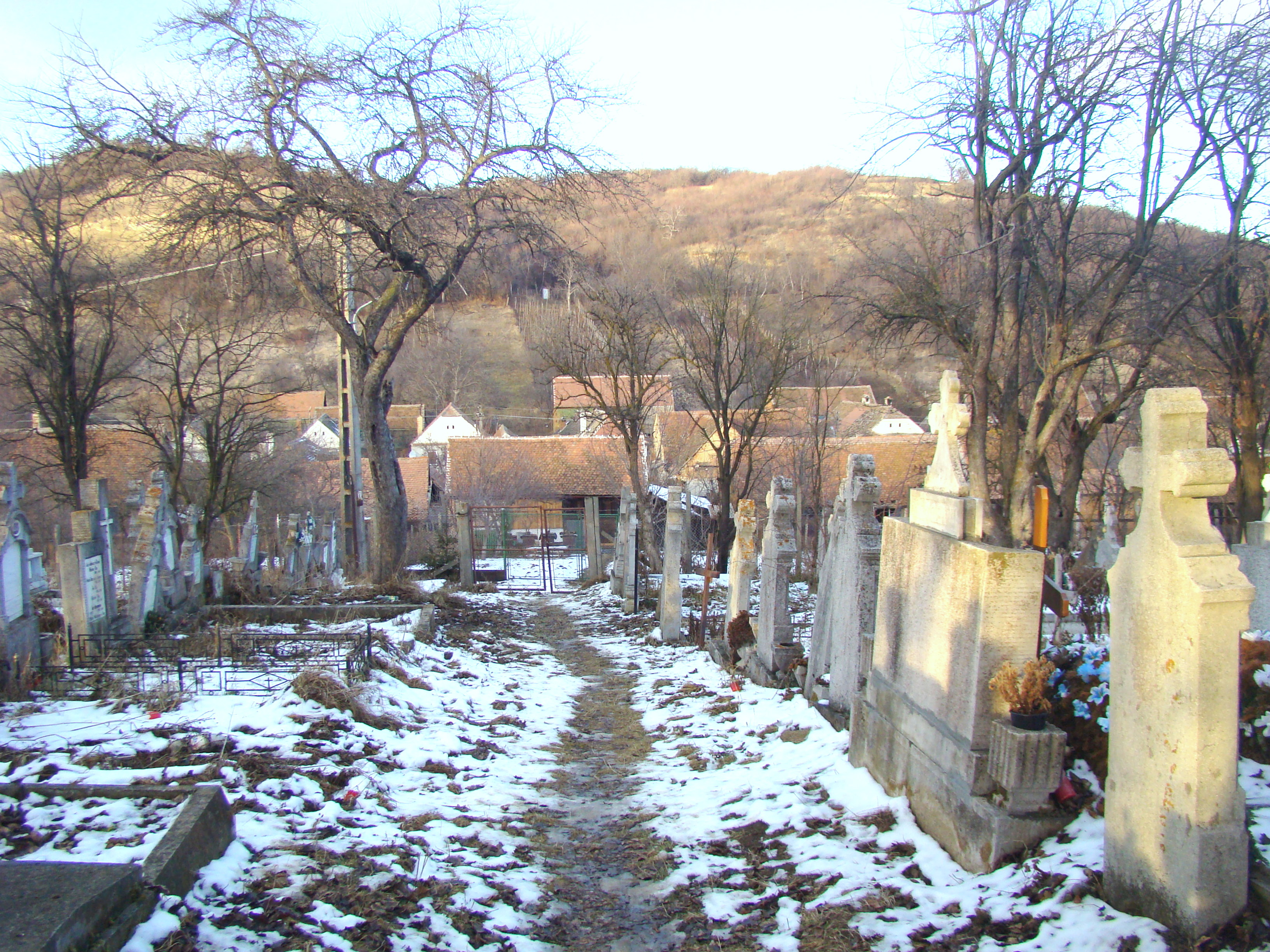
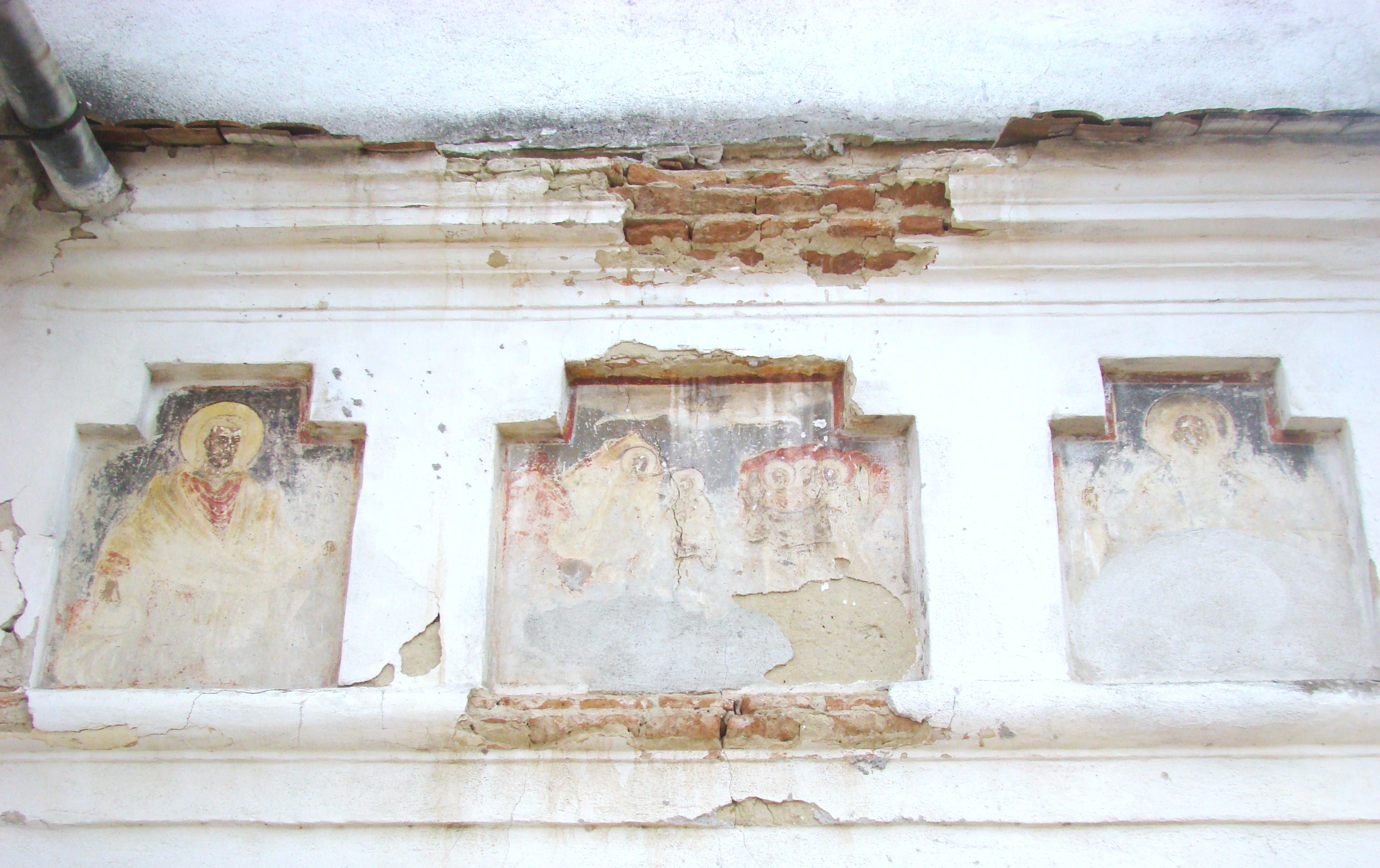
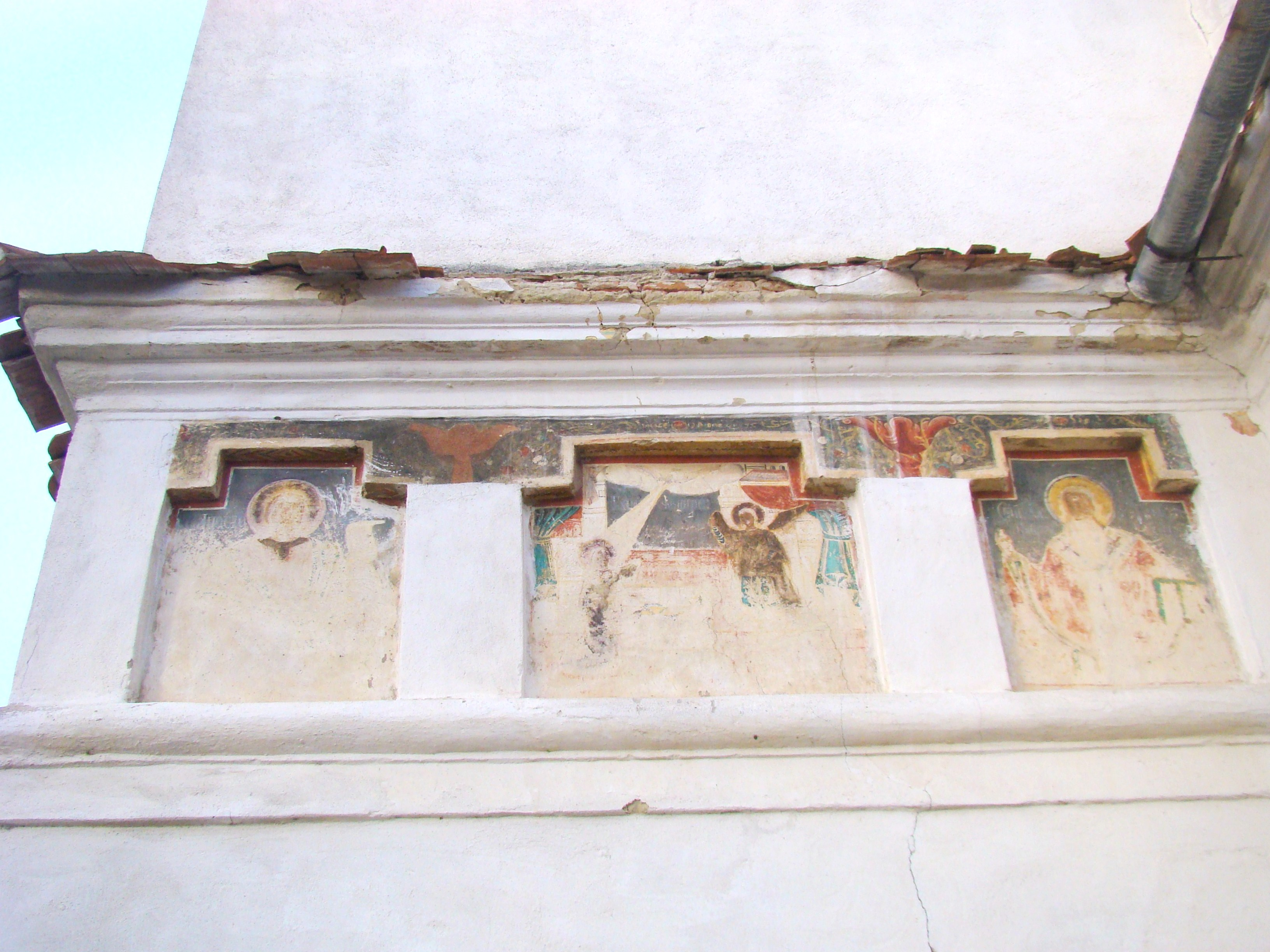
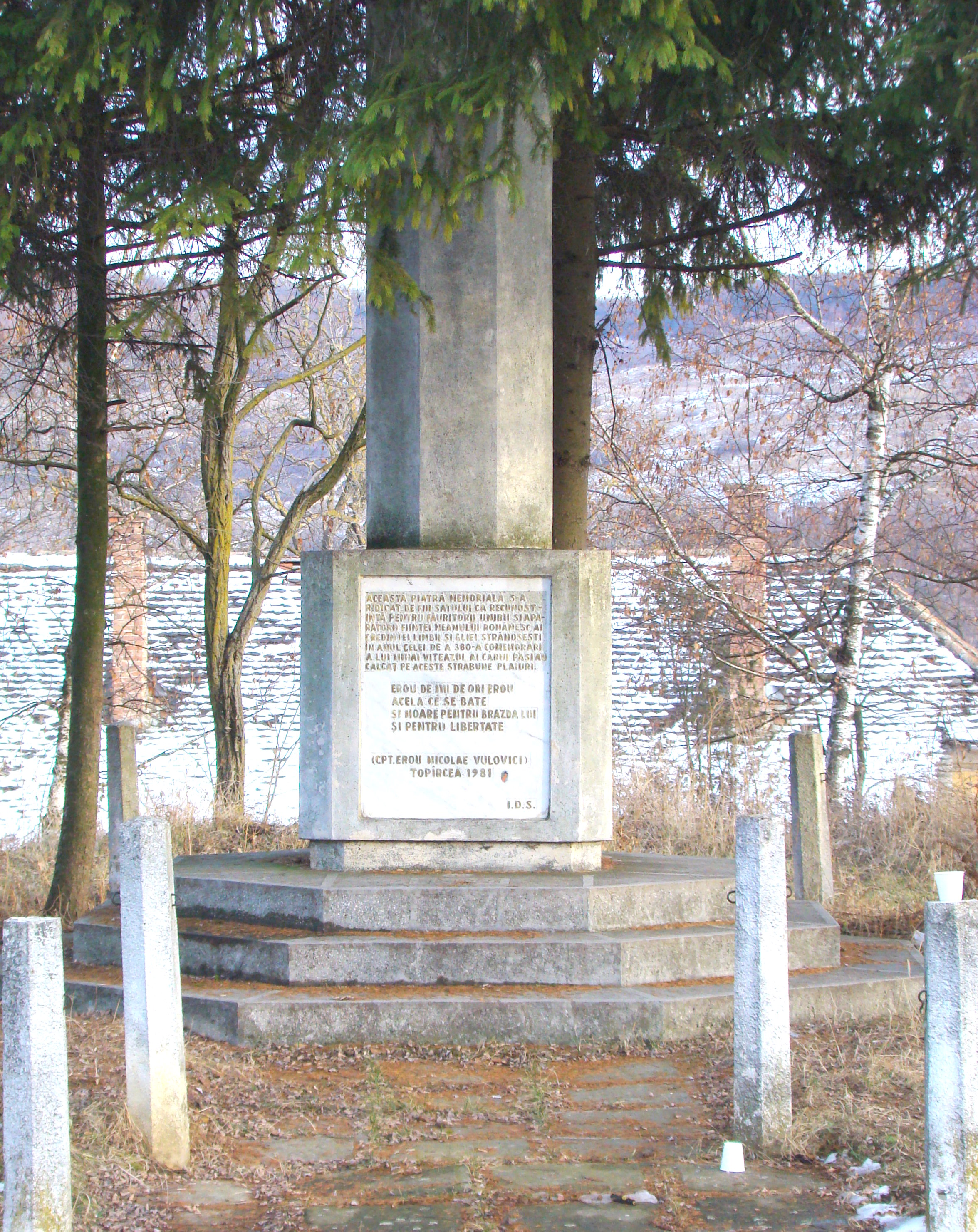
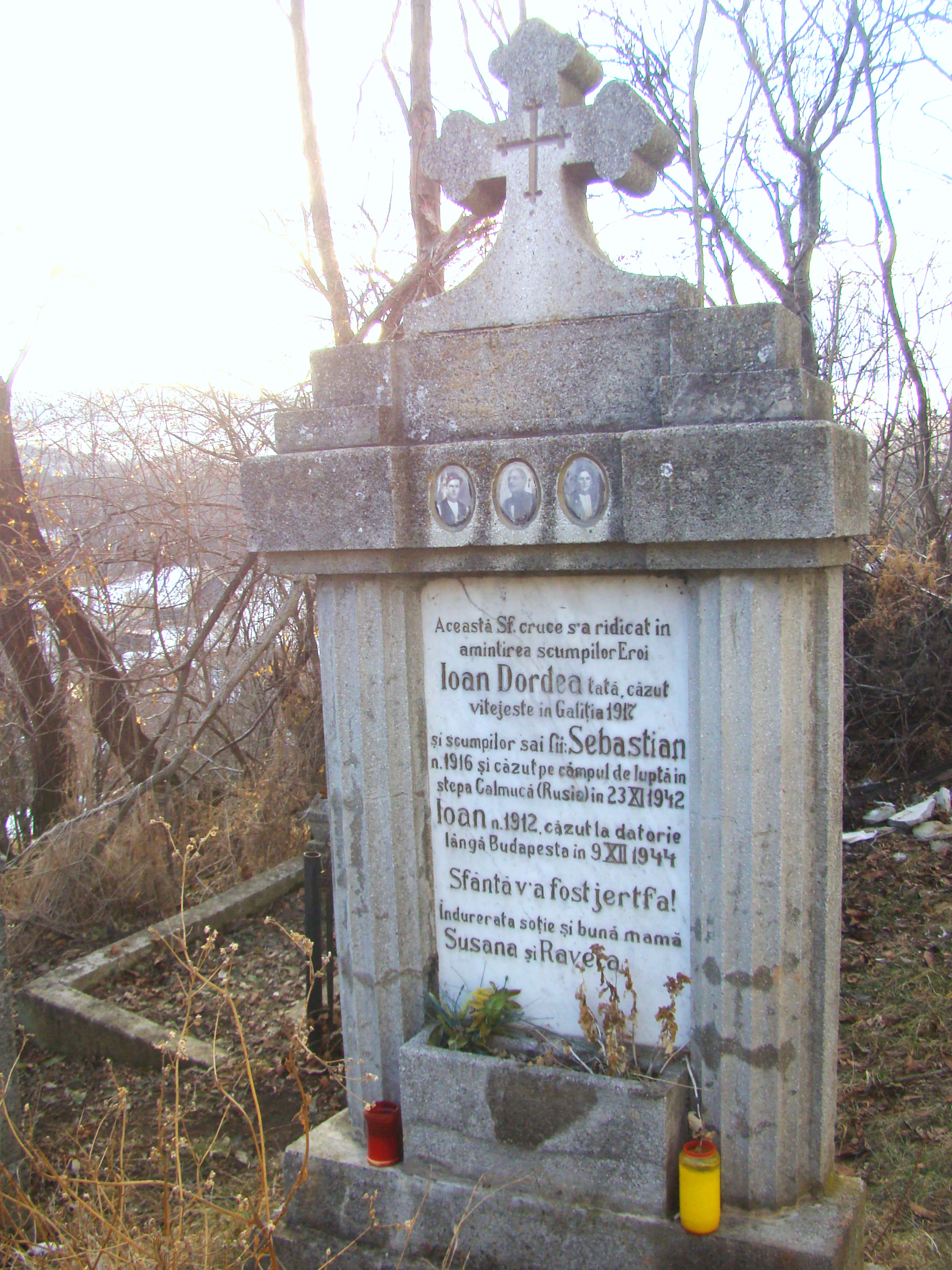
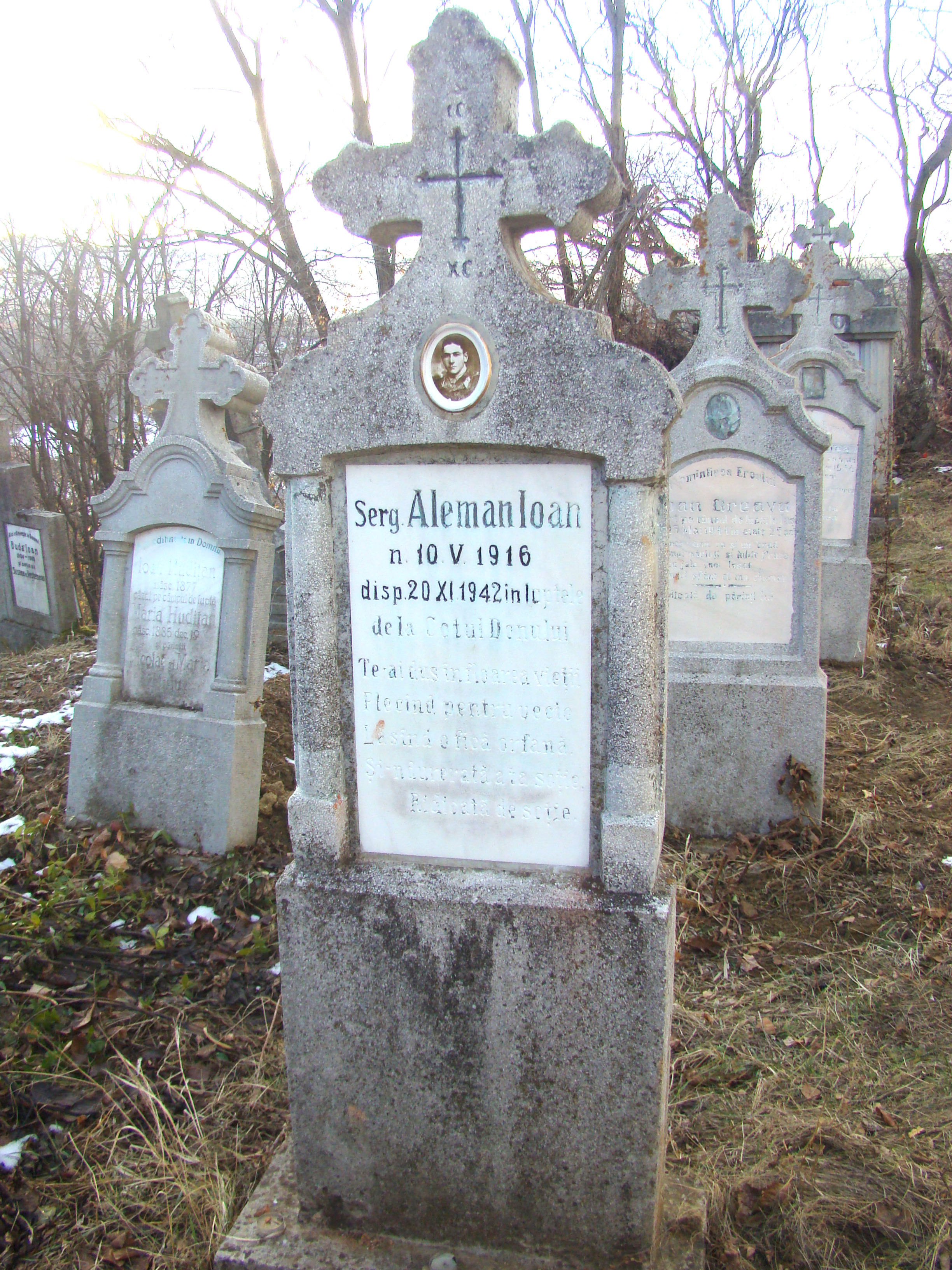
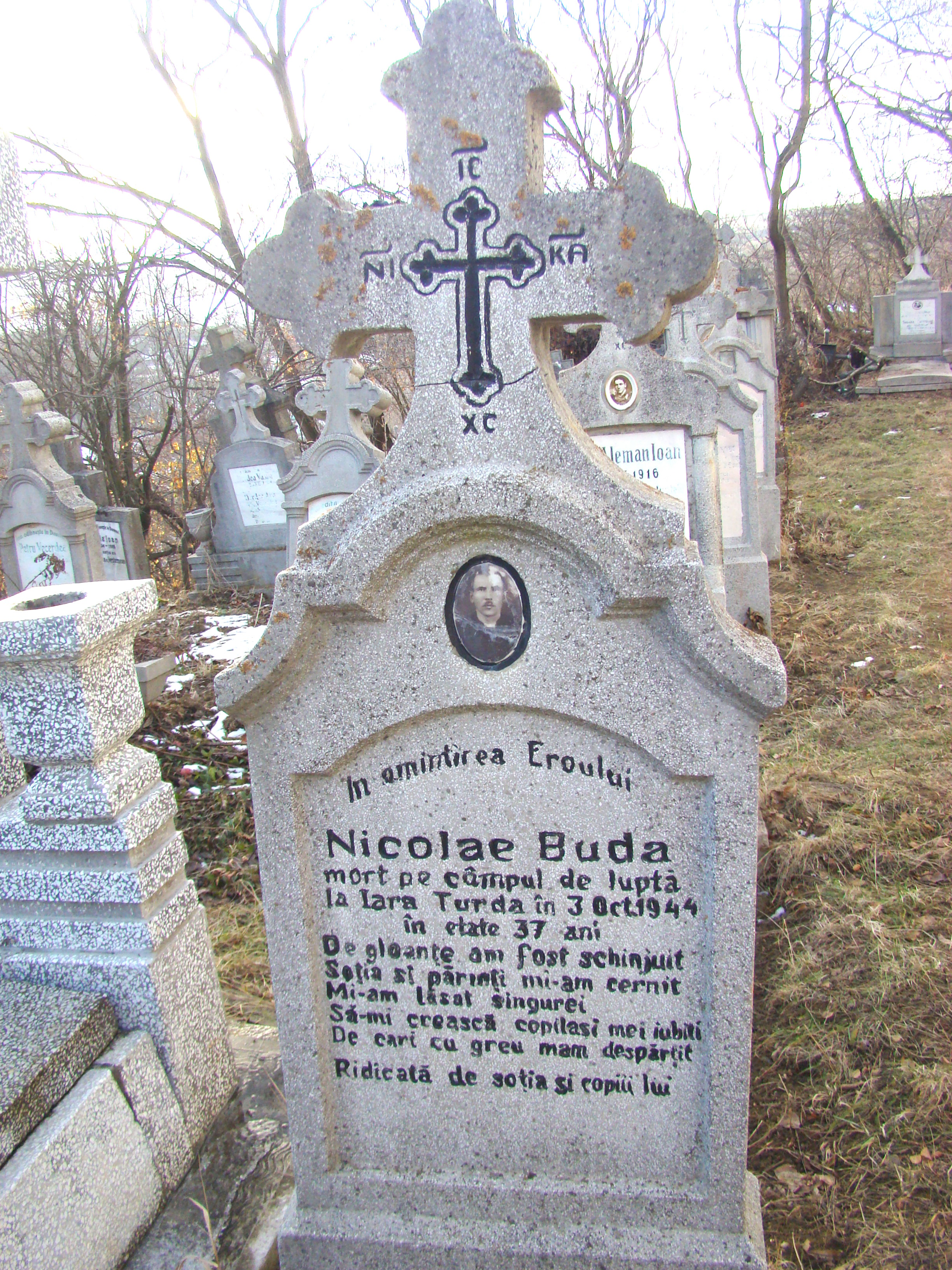
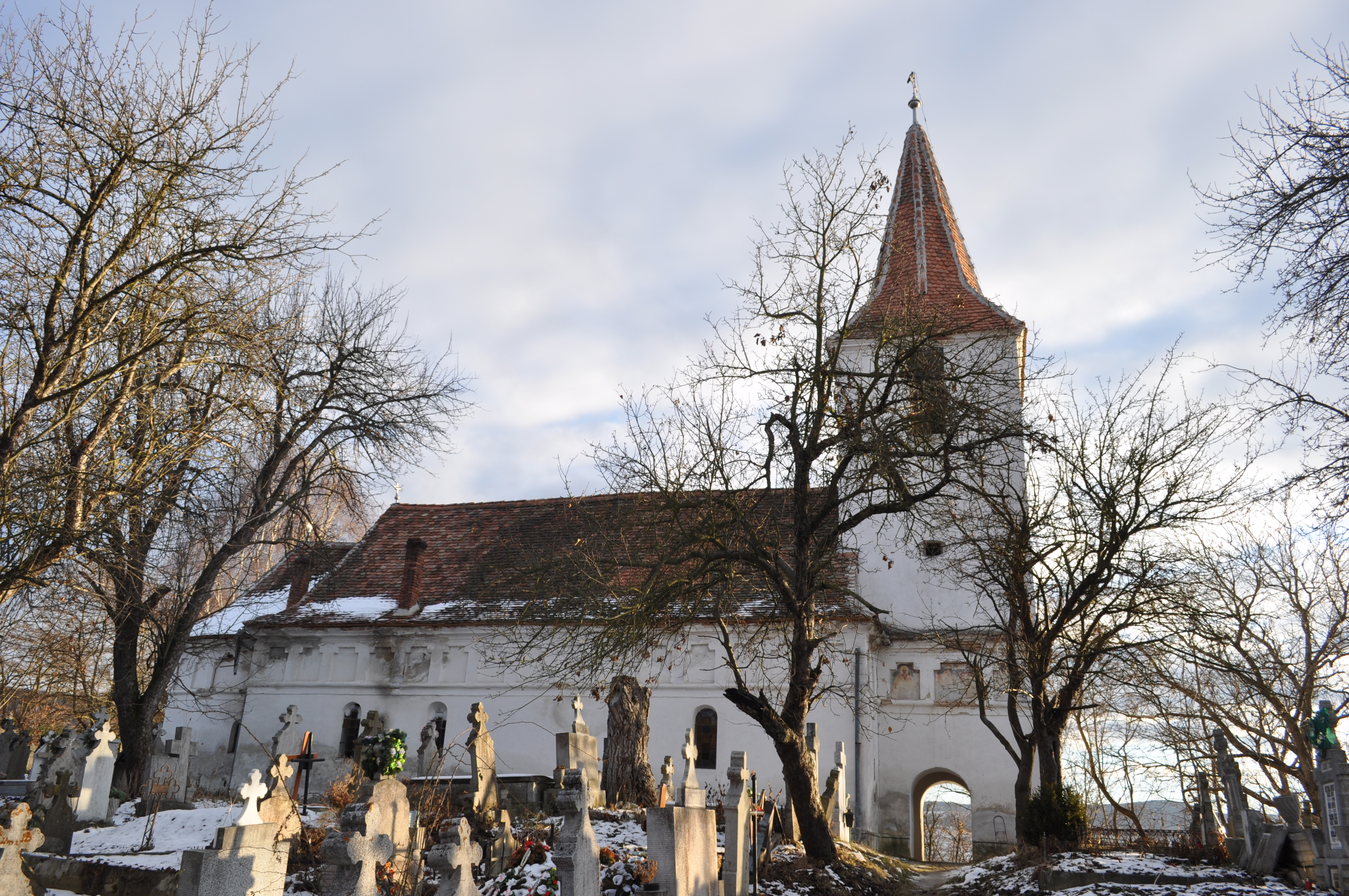
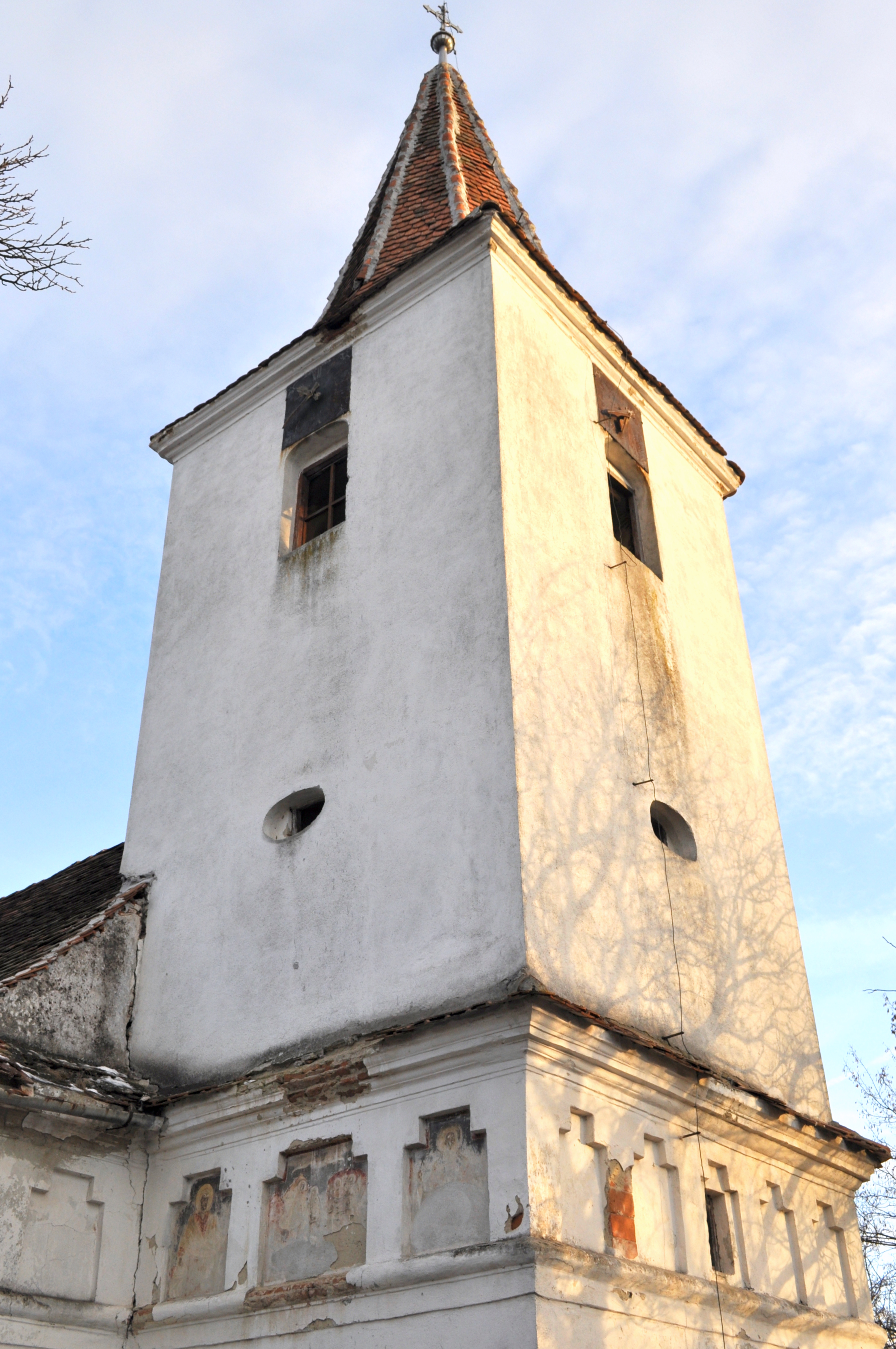